# The Traveling Wilburys Collection
The Traveling Wilburys Collection je box set kompilacijskih albumov superskupine Traveling Wilburys, ki je izšel leta 2007 pri založbi Rhino v sodelovanju z založbo Wilbury Records. Set vsebuje oba studijska albuma skupine in DVD z videospoti ter dokumentarnim filmom o skupini. Album je v številnih državah dosegel prvo mesto lestvice.

## Seznam skladb

### Disk 1:Traveling Wilburys Vol. 1
| Št. | Naslov                       | Glavni vokal                             | Dolžina |
| --- | ---------------------------- | ---------------------------------------- | ------- |
| 1.  | „Handle with Care‟           | George Harrison (Bridge: Roy Orbison)    | 3:20    |
| 2.  | „Dirty World‟                | Bob Dylan                                | 3:30    |
| 3.  | „Rattled‟                    | Jeff Lynne                               | 3:00    |
| 4.  | „Last Night‟                 | Tom Petty (Bridge: Roy Orbison)          | 3:48    |
| 5.  | „Not Alone Any More‟         | Roy Orbison                              | 3:24    |
| 6.  | „Congratulations‟            | Bob Dylan                                | 3:30    |
| 7.  | „Heading for the Light‟      | George Harrison (Bridge: Jeff Lynne)     | 3:37    |
| 8.  | „Margarita‟                  | Bob Dylan/Tom Petty (Bridge: Jeff Lynne) | 3:15    |
| 9.  | „Tweeter and the Monkey Man‟ | Bob Dylan                                | 5:30    |
| 10. | „End of the Line‟            | vsi (Bridge: Tom Petty)                  | 3:30    |

| Bonus | Bonus         | Bonus           | Bonus   |
| Št.   | Naslov        | Glavni vokali   | Dolžina |
| ----- | ------------- | --------------- | ------- |
| 11.   | „Maxine‟      | George Harrison | 2:49    |
| 12.   | „Like a Ship‟ | Bob Dylan       | 3:30    |

### Disk 2: DVD
1. The True History of the Traveling Wilburys dokumentarni film (24 minut)
2. »Handle With Care« (video)
3. »End of the Line« (video)
4. »She's My Baby« (video)
5. »Inside Out« (video)
6. »Wilbury Twist« (video)

### Disk 3:Traveling Wilburys Vol. 3
Vse skladbe so delo skupine Traveling Wilburys.
| Št. | Naslov                       | Glavni vokali                                                     | Dolžina |
| --- | ---------------------------- | ----------------------------------------------------------------- | ------- |
| 1.  | „She's My Baby‟              | vsi                                                               | 3:14    |
| 2.  | „Inside Out‟                 | Bob Dylan (Bridge: George Harrison/Jeff Lynne; Refren: Tom Petty) | 3:36    |
| 3.  | „If You Belonged to Me‟      | Bob Dylan                                                         | 3:13    |
| 4.  | „The Devil's Been Busy‟      | vsi (Bridge: Bob Dylan)                                           | 3:18    |
| 5.  | „7 Deadly Sins‟              | Bob Dylan                                                         | 3:18    |
| 6.  | „Poor House‟                 | Jeff Lynne/Tom Petty                                              | 3:17    |
| 7.  | „Where Were You Last Night?‟ | Bob Dylan (Bridge: George Harrison)                               | 3:03    |
| 8.  | „Cool Dry Place‟             | Tom Petty                                                         | 3:37    |
| 9.  | „New Blue Moon‟              | George Harrison/Jeff Lynne/Tom Petty (Bridge: Bob Dylan)          | 3:21    |
| 10. | „You Took My Breath Away‟    | Tom Petty (Bridge: Jeff Lynne)                                    | 3:18    |
| 11. | „Wilbury Twist‟              | vsi                                                               | 2:56    |

| Bonus | Bonus            | Bonus                     | Bonus         | Bonus   |
| Št.   | Naslov           | Pisec                     | Glavni vokali | Dolžina |
| ----- | ---------------- | ------------------------- | ------------- | ------- |
| 12.   | „Nobody's Child‟ | Cy Coben, Mel Foree       | vsi           | 3:28    |
| 13.   | „Runaway‟        | Del Shannon, Max D. Crook | Jeff Lynne    | 2:30    |

### Vinilna verzija
Vinilna verzija vsebuje skladbe z obeh albumov ter 12 disk:
1. »Handle With Care (podaljšana verzija)«
2. »Like a Ship«
3. »Maxine«
4. »End of the Line (podaljšana verzija)«
5. »Nobody's Child«
6. »Not Alone Anymore (Remix)«
7. »Runaway«

## Formati
Set je dosegljiv v štirih različnih formatih:
- Standardna izdaja vsebuje oba albuma, DVD z dokumentarnim filmom in videospoti ter brošuro
- Deluxe izdaja vsebuje oba albuma, DVD, brošuro ter fotografije, originalne notranje opombe in nove opombe. Izdaja je bila omejena na 50.000 izvodov, vključevala pa je tudi certifikat o avtentičnosti.
- Vinilna izdaja vsebuje oba albuma na vinilu z dodatnim 12 diskom z bonus skladbami, brošuro, razglednice, plakate in ekskluzivni remix skladbe »Not Alone Anymore«.
- Digitalna izdaja vsebuje oba albuma, videoposnetke ter interaktivno brošuro.

## Osebje

### Traveling Wilburys
- Nelson & Spike Wilbury – solo kitara, mandolina, sitar, vokali
- Clayton & Otis Wilbury – kitara, klaviature, bas, vokali, solo kitara pri »Maxine«
- Charlie & Muddy Wilbury – kitara, bas, vokali
- Lucky & Boo Wilbury – kitara, orglice, vokali
- Lefty Wilbury (Traveling Wilburys Vol. 1) – kitara, vokali

### Dodatni glasbeniki
- Buster Sidebury – bobni, tolkala
- Jim Horn – saksofoni
- Ray Cooper – tolkala
- Ian Wallace – tom tomi pri »Handle With Care«
- Gary Moore – solo kitara pri »She's My Baby«
- Dhani Harrison – solo kitara pri »Like A Ship«, spremljevalni vokali pri »Maxine« in »Like A Ship«

## Lestvice
Kompilacija je dosegla še večji uspeh kot predhodna albuma. Dosegla je vrh britanske, avstralske, irske, novozelandske, iTunes in Amazon lestvice. V prvem tednu je bilo v Združenem kraljestvu prodanih več kot 110.000 izvodov, po svetu pa več kot 269.000 izvodov. V ZDA je set dosegel 9. mesto lestvice Billboard 200. Album je na lestvici ostal 13 tednov.
| Država              | Mesto | Št. tednov | Prodaja |
| ------------------- | ----- | ---------- | ------- |
| Avstralija          | 1     | 10         | 140,000 |
| Kanada              | 4     | 10         | 11,000  |
| Danska              | 1     | 10         |         |
| Estonija            | 2     | 10         |         |
| Evropa              | 4     | 10         |         |
| Nemčija             | 9     | 10         |         |
| Irska               | 1     | 10         |         |
| Italija             | 30    | 10         |         |
| Japonska            | 31    | 2          | 9,000   |
| Latvija             | 3     | 10         |         |
| Nova Zelandija      | 1     | 10         |         |
| Norveška            | 1     | 10         |         |
| Španija             | 9     | 10         |         |
| Švedska             | 2     | 10         | 20,000  |
| Združeno kraljestvo | 1     | 10         | 279,310 |
| ZDA                 | 9     | 13         | 204,960 |